# NGC 1728
NGC 1728 je galaksija u zviježđu Eridanu.

## Vanjske poveznice
- SEDS: NGC 1728